# حمد حمود عويض
حمد حمود عويض، لاعب كرة قدم كويتي، من مواليد 31 ديسمبر 1988، يلعب الآن مع نادي اليرموك الكويتي كلاعب دفاع، شارك في كأس الأمير 52 مع نادي اليرموك.